# Stranka za ekosocializem in trajnostni razvoj Slovenije
Stranka za trajnostni razvoj Slovenije – TRS (kratica: TRS) je nekdanja politična stranka v Sloveniji, ki je bila ustanovljena 1. oktobra 2011 v Grand Hotelu Union v Ljubljani kot politično krilo istoimenskega gibanja; slednjega je vodila Manca Košir, medtem ko je bil za predsednika stranke izvoljen Matjaž Hanžek, bivši varuh človekovih pravic Republike Slovenije. Gibanje se je preko stranke udeležilo državnozborskih volitev leta 2011. Marca 2013 so v stranki sprejeli programsko deklaracijo »Od neoliberalnega kapitalizma v demokratični ekološki socializem«. Skladno s to deklaracijo se je stranka marca 2014 preimenovala v Stranko za ekosocializem in trajnostni razvoj Slovenije.
Med drugim so se v stranki zavzemali tudi za demilitarizacijo Slovenije, izstop Slovenije iz Nata, politično aktivacijo državljanov, povečanje zaposlovanja, prekinitev rezanja potrošnje, ...
10. oktobra 2011 so na Ministrstvo za notranje zadeve Republike Slovenije vložili 250 ustanovnih izjav. Slednje je 12. oktobra istega leta izdalo odločbo o vpisu stranke v register, s čimer je tudi pravnoformalno pričela obstajati kot politična stranka.
Na državnozborskih volitvah leta 2011 stranka TRS ni dosegla praga za vstop v Državni zbor RS.
TRS se je 24. junija 2017 združila z Iniciativo za demokratični socializem v stranko Levica.